# Abberley
Abberley est un village et une paroisse civile du Worcestershire, en Angleterre. Il est situé dans le nord-ouest du comté, à une vingtaine de kilomètres au nord-ouest de la ville de Worcester. Administrativement, il relève du district de Malvern Hills.

## Toponymie
Le toponyme Abberley provient du vieil anglais lēah « clairière », suffixé au nom d'homme Ēadbeald. Il est attesté sous la forme Edboldelege dans le Domesday Book, compilé en 1086.

## Géographie
Le village se situe autour d'Abberley Hill, une colline qui surplombe la région comprise entre la Severn et son affluent la Teme (en). Il se compose de plusieurs zones résidentielles. La plus ancienne, The Village, est centrée sur l'ancienne église paroissiale Saint-Michel. Plus à l'ouest, The Common se trouve près de la route A443 qui relie Worcester à Newnham Bridge (en). Enfin, The Hill comprend une série de fermes et de maisons isolées sur les pentes d'Abberley Hill.
Le sentier de grande randonnée de Worcestershire Way (en), qui traverse le Worcestershire du nord au sud, passe par Abberley.

## Histoire
Dans le Domesday Book, compilé à la fin du règne de Guillaume le Conquérant, Abberley figure comme un village de 32 foyers. Ce domaine, dont la valeur est estimée à 10 livres et 10 shillings, appartient en 1086 au baron anglo-normand Raoul de Tosny. Il est inclus dans le hundred de Doddingtree (en).
En 1405, lorsque les troupes franco-galloises d'Owain Glyndŵr envahissent l'Angleterre, elles s'enfoncent jusqu'au cœur du Worcestershire et campent à Woodbury Hill, tandis que l'armée du roi anglais Henri IV établit des positions défensives au sommet d'Abberley Hill, à un peu plus d'un kilomètre au sud. Glyndŵr bat en retraite sans engager le combat.

## Démographie
Au recensement de 2011, la paroisse civile d'Abberley comptait 836 habitants.
| Année      | 1801 | 1811 | 1821 | 1831 | 1841 | 1851 | 1881 | 1891 | 1901 | 1911 | 1921 | 1931 | 1951 | 1961 | 2011 |
| Population | 495  | 545  | 574  | 590  | 559  | 695  | 605  | 563  | 536  | 504  | 467  | 525  | 477  | 526  | 836  |

## Culture locale et patrimoine

### Lieux et monuments
L'église Saint-Michel, monument classé de Grade II*, remonte au XIIe siècle, avec des développements et restaurations au cours des trois siècles suivants. Elle sert d'église paroissiale à Abberley jusqu'au XIXe siècle, après quoi son état de délabrement entraîne son abandon au profit d'une nouvelle église dédiée à la Vierge Marie. Conçue par l'architecte John Jenkins Cole, cette nouvelle église est construite entre 1850 et 1852. Le chancel de Saint-Michel est restauré en 1908 et il sert occasionnellement pour des services religieux.
Le manoir d'Abberley Hall (en) se situe à quelques kilomètres au sud du village. Propriété de la famille de Tosny ou Toeni au Moyen Âge, il est offert par le roi Henri VIII à son gentilhomme de la Chambre Walter Walsh en 1531. Le domaine d'Abberley se transmet par la suite dans la famille Walsh, dont le représentant le plus célèbre est le poète William Walsh (1662-1708), ami d'Alexander Pope et Joseph Addison. Après sa mort, il passe à la famille Bromley par sa sœur Anne.
Le banquier genevois John Lewis Moilliet fait l'acquisition du domaine d'Abberley en 1836 et finance la construction d'Abberley Lodge, un manoir dans le style italianisant. Ce premier manoir, conçu par l'architecte Samuel Daukes (en), est détruit par un incendie en 1845. Reconstruit par Daukes, il est vendu par le fils de Moilliet à John Joseph Jones, un industriel d'Oldham qui a fait fortune dans le coton. Jones fait appel à l'architecte James Piers St Aubyn (en) pour procéder à de nouveaux travaux dans les années 1880. St Aubyn édifie notamment un grand clocher d'imitation gothique à une centaine de mètres au nord du manoir.
Le manoir et son domaine sont occupés depuis 1916 par l'école préparatoire d'Abberley Hall School (en), qui compte parmi ses anciens élèves les ministres Geoffrey Howe, Tim Eggar et Owen Paterson, ainsi que l'historien Antony Beevor.

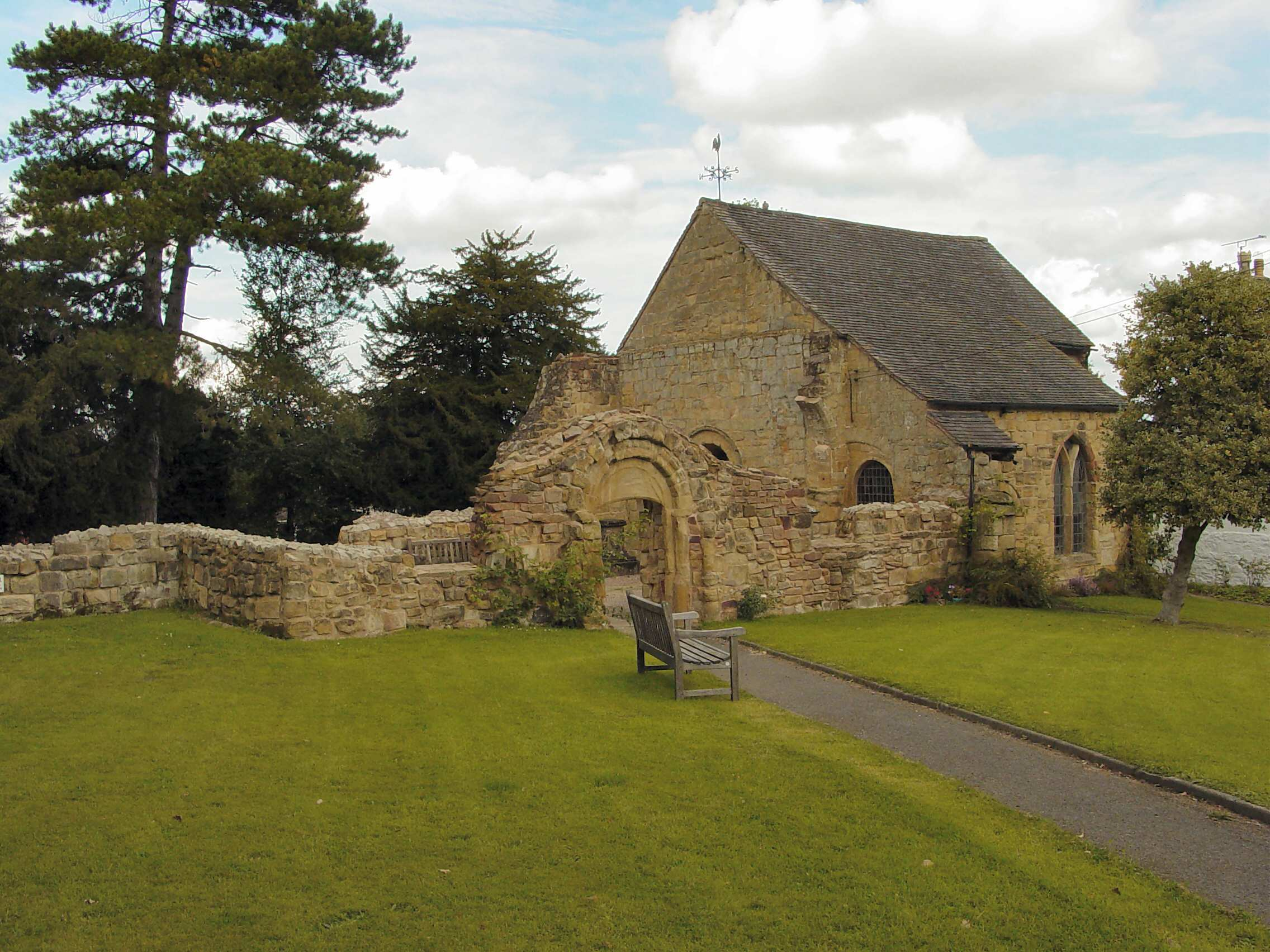
L'église Saint-Michel.
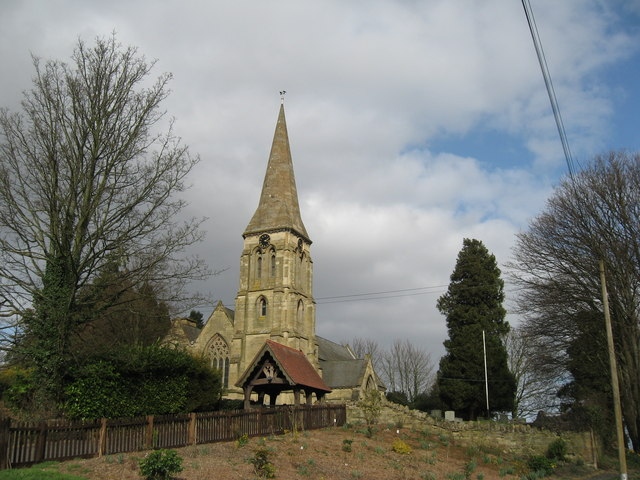
L'église Sainte-Marie.
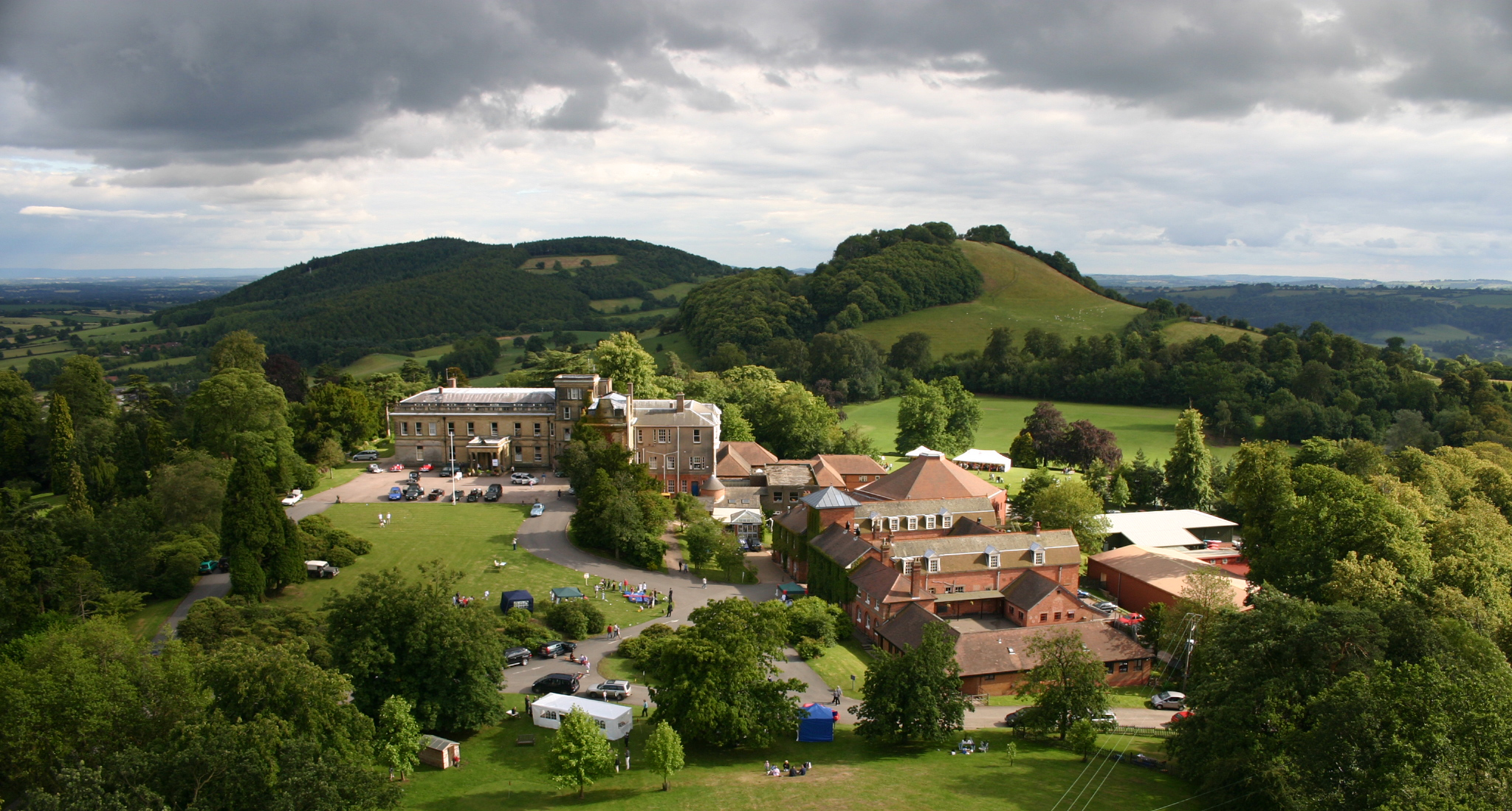
Abberley Hall School.
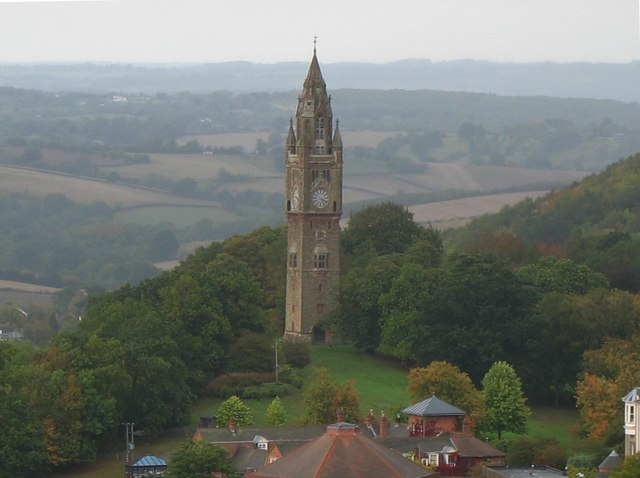
Le clocher d'Abberley.

### Personnalités liées
- Le poète et député William Walsh (1662-1708) est originaire d'Abberley[8], tout comme sa sœur Octavia (en) (1676-1706)[9].
- Le joueur de cricket Gilbert Ashton (en) (1896-1981) est mort à Abberley.
- Le joueur de rugby Phil Davies (1928-2018) est né à Abberley.